# 莱希河畔魏森巴赫
莱希河畔魏森巴赫是奥地利蒂罗尔州罗伊特县的一个市镇。总面积81.8平方公里，总人口1329人，人口密度16.2人/平方公里（2005年）。